# Chassalia bicostata
Chassalia bicostata är en måreväxtart som beskrevs av O.Lachenaud och Jongkind. Chassalia bicostata ingår i släktet Chassalia och familjen måreväxter. Inga underarter finns listade i Catalogue of Life.